# Clytus balwanti
Clytus balwanti är en skalbaggsart som beskrevs av Gardner 1942. Clytus balwanti ingår i släktet Clytus och familjen långhorningar. Inga underarter finns listade i Catalogue of Life.